# Colobanthus nivicola
Colobanthus nivicola är en nejlikväxtart som beskrevs av Max Gray. Colobanthus nivicola ingår i släktet Colobanthus, och familjen nejlikväxter. Inga underarter finns listade i Catalogue of Life.